# Меркурій (Чернівці)
ФК «Меркурій» — український футзальний клуб з Чернівців. Заснований 8 квітня 2003 року. Кольори клубу: червоно-чорно-жовті.

## Історія
Футбольна команда була заснована 1998 року з ініціативи доцента кафедри фінансів Чернівецького торговельно-економічного інституту КНТЕУ Анатолія Москальова. У 1999 році футбольна команда під назвою «КНТЕУ» дебютувала у чемпіонаті Чернівецької області з футболу (друга група), де зайняла 3 місце і отримала право наступного року виступати у першій групі чемпіонату Чернівецької області.
З 1999 року футбольна команда «Меркурій» стала учасником чемпіонатів Чернівецької області та міста Чернівці з футболу 
У сезоні 2003 року футбольна команда була учасником чемпіонату України з футболу серед аматорів, де посіла 6-те місце серед більш ніж 40-ка колективів фізкультури України.
Футбольний клуб «Меркурій» був створений 8 квітня 2003 року, юридичну реєстрацію отримав 17 квітня. 
У 2003 році команда виступала у чемпіонат України з футболу серед аматорів, в якому дійшла до фінального турніру.
У 2005 році «Меркурій» став бронзовим призером чемпіонату Чернівецької області з футболу, а після того вступив до АМФУ і в сезоні 2005/06 почала брати участь у змаганнях з футзалу. В першому ж своєму сезоні команда посіла перше місце у другій лізі і перейшла в першу лігу західного регіону чемпіонату України з футзалу. В своїх перших двох «футзальних» сезонах клуб виступав під назвою «Меркурій-ЧТЕІ». Всі ці роки команда продовжує досить успішно виступати в першій лізі, ставши чемпіоном в сезоні 2011/12, але відмовилася від участі в екстра-лізі через фінансові труднощі. У Кубку України найбільший успіх був досягнутий в сезоні 2011/12, коли команда дійшла до 1/8 фіналу і в запеклій боротьбі поступилася лідеру Екстра-ліги - львівській Енергії із загальним рахунком 7-8.
У сезоні 2012/2013 чернівчани знову виграли свою групу у першій лізі, проте клуб відмовився грати матчі фінального етапу через важке фінансове становище.

## Виступи в Чемпіонатах України з футзалу
| Сезон                 | Ліга                        | Місце                 | І    | В    | Н   | П   | РМ          | О     |
| 2005/06               | Друга (Захід)               | 1                     | 18   | 16   | 1   | 1   | 117-55      | 49    |
| 2006/07               | Перша (Захід)               | 4                     | 16   | 8    | 2   | 6   | 52-54       | 26    |
| 2007/08               | Перша (Захід)/Перша (фінал) | 3/4                   | 14/6 | 8/2  | 2/3 | 4/1 | 65-44/10-10 | 26/9  |
| 2008/09               | Перша (Захід)               | 4                     | 14   | 7    | 2   | 5   | 43-32       | 23    |
| 2009/10               | Перша (Захід)               | 4                     | 18   | 10   | 2   | 6   | 74-58       | 32    |
| 2010/11               | Перша (Захід)/Перша (фінал) | 1/3                   | 18/4 | 15/2 | 1/1 | 2/1 | 106-45/4-6  | 46/7  |
| 2011/12               | Перша (Захід)/Перша (фінал) | 1/1                   | 16/4 | 11/3 | 4/1 | 1/0 | 75-36/12-5  | 37/10 |
| 2012/13               | Перша (Захід)               | 1                     | 18   | 12   | 4   | 2   | 61-32       | 40    |
| Загалом в першій лізі | Загалом в першій лізі       | Загалом в першій лізі | 128  | 78   | 22  | 28  | 502-322     | 256   |
| Загалом у другій лізі | Загалом у другій лізі       | Загалом у другій лізі | 18   | 16   | 1   | 1   | 117-55      | 49    |
| Загалом за історію    | Загалом за історію          | Загалом за історію    | 146  | 94   | 23  | 29  | 619-377     | 305   |
| --------------------- | --------------------------- | --------------------- | ---- | ---- | --- | --- | ----------- | ----- |

## Виступи в Кубку України з футзалу
| Сезон   | Досягнення          | І | В | Н | П | РМ    |
| 2006/07 | Виліт в 1-му раунді | 1 | 0 | 0 | 1 | 0-2   |
| 2009/10 | Виліт в 1/16        | 1 | 0 | 0 | 1 | 1-2   |
| 2010/11 | Виліт в 1/16        | 1 | 0 | 0 | 1 | 1-6   |
| 2011/12 | Вихід в 1/8         | 3 | 2 | 0 | 1 | 9-8   |
| Загалом | Загалом             | 6 | 2 | 0 | 4 | 11-18 |
| ------- | ------------------- | - | - | - | - | ----- |

## Титули та досягнення у футболі
- Чемпіон Чернівецької області у  клубному заліку (2): 2001, 2002 рр.
- Срібний призер Чернівецької області у  клубному заліку (2): 2003, 2005 рр.
- Бронзовий призер Чернівецької області з футболу серед дорослих команд (2): 2002, 2005 рр.
- Чемпіон Чернівецької області серед юнацьких команд (2): 2000, 2001 рр.
- Срібний призер Чернівецької області серед юнацьких команд (3): 2003, 2003, 2004 рр.
- Бронзовий призер Чернівецької області серед юнацьких команд 2005 р.
- Чемпіон м. Чернівці (3): 2001, 2004, 2005 рр.
- Володар Кубку м. Чернівці (3): 2001, 2004, 2005 рр.

## Титули та досягнення у футзалі
- Чемпіон першої ліги 2011/12
- Бронзовий призер першої ліги 2010/11
- Переможець першої ліги західного регіону (3): 2010/2011, 2011/12, 2012/13
- Чемпіон другої ліги західного регіону 2005/06
- Володар «Кубку Ратуші» (м. Чернівці) 2005 р.
- Переможець турніру «Золота осінь - Lviv city» (Львів) 2011 р.

## Рекорди у футзалі
- Найбільша перемога: 12:1 («Каменяр-Термопласт» Дрогобич, 11 грудня 2010 року, Чернівці)
- Найбільша перемога в чемпіонатах України: 12:1 («Каменяр-Термопласт» Дрогобич, 11 грудня 2010 року, Чернівці)
- Найбільша перемога у Першій лізі: 12:1 («Каменяр-Термопласт» Дрогобич, 11 грудня 2010 року, Чернівці)
- Найбільша перемога в Кубку України: 2:0 («Лемберг» Львів, 26 листопада 2011 року, Чернівці)
- Найкращий бомбардир за історію клубу: 85 голів - Сергій Янчик
- Найкращий бомбардир в чемпіонатах України: 83 голи - Сергій Янчик
- Найкращий бомбардир в Кубку України: 2 голи - Сергій Янчик, Андрій Ткачук, Павло Химяк

## Рекордсмени клубу у футзалі

### Гравці з найбільшою кількістю голів
Станом на 29 листопада 2012 року
| #   | Ім'я             | Період          | Чемпіонат | Кубок | Всього |
| --- | ---------------- | --------------- | --------- | ----- | ------ |
| 1   | Сергій Янчик     | 2005-           | 83        | 2     | 85     |
| 2   | Сергій Рибак     | 2005-           | 82        | 1     | 83     |
| 3   | Віталій Ткачук   | 2005-           | 52        | 0     | 52     |
| 4   | Олександр Дележа | 2005-2011       | 48        | 1     | 49     |
| 5   | Валерій Шонов    | 2005-2010       | 33        | 0     | 33     |
| 6   | Віталій Гончар   | 2005-2009 2010- | 30        | 0     | 30     |
| 7   | Андрій Ткачук    | 2011-2012       | 21        | 2     | 23     |
| 8-9 | Роман Зароченцев | 2005-2007       | 22        | 0     | 22     |
| 8-9 | Павло Химяк      | 2011-           | 20        | 2     | 22     |
| 10  | Віталій Багряк   | 2010-2011       | 17        | 0     | 17     |